# Ljusgöl (Horns socken, Östergötland)
Ljusgöl är en sjö i Kinda kommun i Östergötland och ingår i Botorpsströmmens huvudavrinningsområde. Sjöns area är 0,05 kvadratkilometer och den befinner sig 156 meter över havet.